# 安蒂奧克 (密蘇里州)
安蒂奥克（英語：Antioch）是位於美國密蘇里州克拉克縣的非建制地區。

## 歷史
安蒂奥克的郵局於1883年設立，其後於1907年停運。當地於1925年時共有人口45人。

## 地理
安蒂奥克所處的海拔為高於海平面208米（即682英呎），而該地所採用的時區為UTC-6，即北美中部時區（CST）。同時該地設有夏令時間，為UTC-6調快一小時，即UTC-5（CDT）。